# Sabmiller
Sabmiller är världens näst största ölproducent, efter Anheuser-Busch Inbev. Företaget grundades 2002 efter en sammanslagning av South African Breweries och amerikanska Miller Brewing Company. Huvudägare är Altria Group (tidigare Philip Morris). 
Ibland förekommer uppgifter om att Sabmiller skulle vara större än Anheuser-Busch Inbev, men enligt deras egna årsredovisningar  omsatte InBev mer under 2007.
13 oktober 2016 blev det klart att Inbev köper Sabmiller för 96 miljarder euro.

## Historia
South African Breweries grundades i Sydafrika 1895 utifrån bryggeriet Castle Brewery som Charles Glass grundat. Bolaget grundades och växte genom den guldrush som ägde rum i Johannesburg i Sydafrika. Bolaget blev tillsammans med Ohlsson’s och Chandlers Union Breweries ett av de tre största bryggerierna i Sydafrika. South African Breweries tog sedan över Ohlsson’s och Chandlers Union Breweries. Bolaget skaffade sig en dominerande roll i södra Afrika och expanderade sin verksamhet under 1990-talet till Europa. 2002 följde sammanslagningen med amerikanska Miller Brewing Company.

## Urval av Sabmillers produkter
- Amstel Lager
- Pilsner Urquell
- Lion Lager
- Miller Genuine Draft
- Miller High Life
- Foster's